# Norrby
Koordinaten: 59° 1′ N, 23° 20′ O
Norrby (deutsch Norbi, estlandschwedisch Norrbe) ist ein Dorf (estnisch küla) in der Landgemeinde Vormsi (Vormsi vald) im Kreis Lääne. Der Ort liegt im Nordosten der viertgrößten estnischen Insel Vormsi (deutsch Worms, schwedisch Ormsö).

## Einwohnerschaft und Geschichte

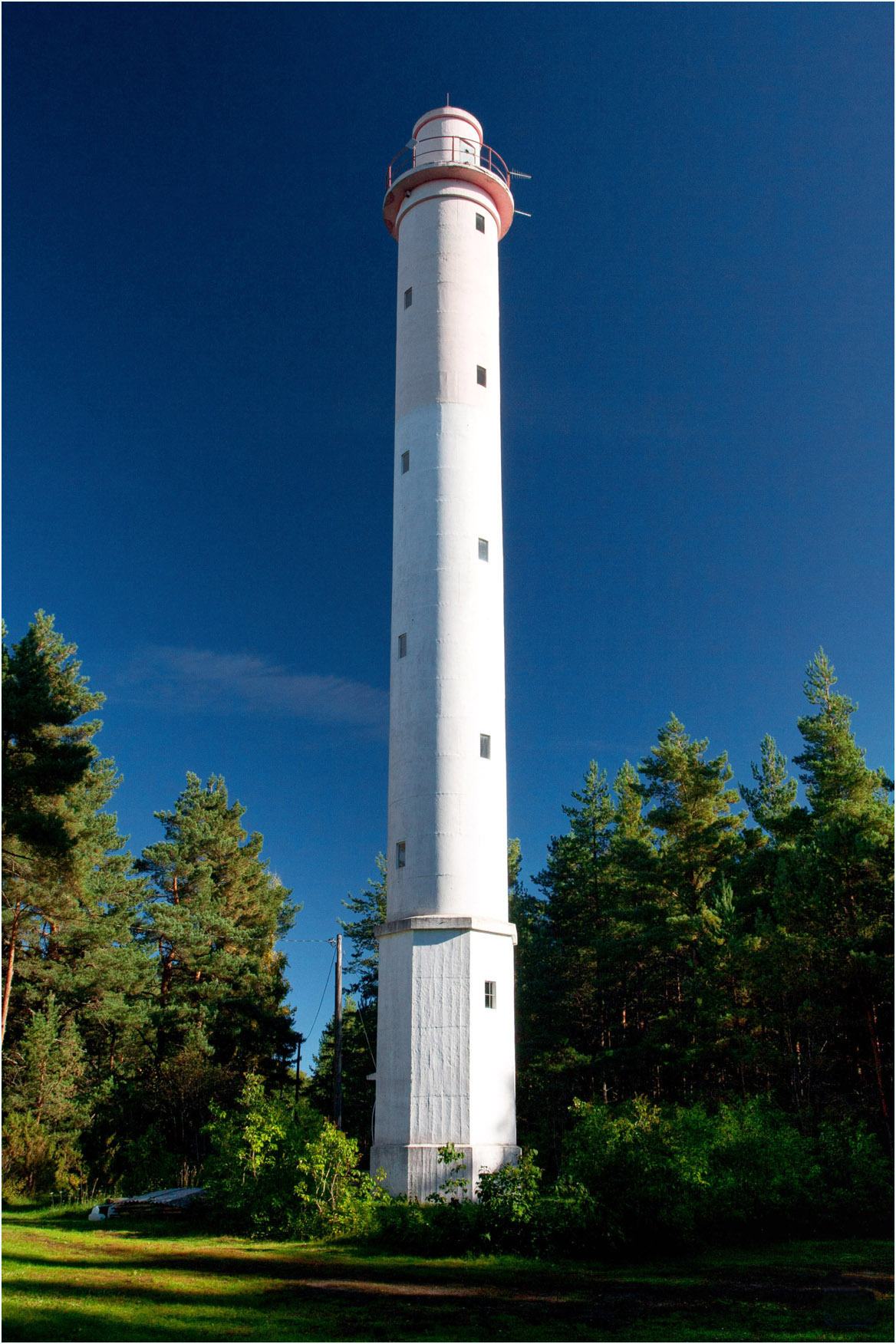
Der obere Leuchtturm von Norrby

Norrby hat heute elf Einwohner (Stand 31. Dezember 2011). Das Dorf war bis zum Zweiten Weltkrieg wie alle Dörfer Vormsis mehrheitlich von Estlandschweden besiedelt.
Der Ort wurde erstmals 1540 unter dem Namen Norbw urkundlich erwähnt. Für das Jahr 1565 ist er als Norby verzeichnet.
Nördlich von Norrby steht an der Ostseeküste ein großer Findling aus Rapakiwi, der Kirikukivi (estlandschwedisch Kerkstain bzw. Eernstain; zu deutsch „Kirchenstein“ bzw. „Adlerstein“). Er hat eine Höhe von 6,5 Metern. Seit 1941 steht er unter staatlichem Schutz.

## Leuchttürme
Zum Ortsgebiet gehören auch der obere und der untere Leuchtturm von Norrby. Sie wurden im Jahr 1935 errichtet. Der obere Leuchtturm aus Stahlbeton ist 32 Meter hoch. Sein Durchmesser beträgt drei Meter. Der untere Leuchtturm misst 22 Meter, sein Durchmesser zwei Meter.